# 木湖瓦窯村
木湖瓦窯村，位於香港打鼓嶺北部，清光緒26年（1900年）由來自廣東惠陽的江氏所建。
該村原有5座磚瓦窯，工人過百，但至1960年代已停產，只存3座窯。